# Вулиця Скрипника (Харків)
Вулиця Скри́пника — вулиця міста Харкова, розташована в Київському адміністративному районі. Починається від Сумської вулиці і йде на схід до вулиці Григорія Сковороди. Від неї починається вулиця Гоголя, далі вона перетинається з Чернишевською вулицею. На початку вулиці Скрипника, з непарної сторони, розташований Сквер Перемоги. Рух односторонній, напрямок — від Григорія Сковороди до Сумської.

## Історія і назва
Виникнення вулиці відносять до другої пол. XVIII століття. На північному боці вулиці в той час були розташовані рів і вал, там пролягала межа міста. Далі починалось Мироносицьке кладовище, офіційно закрите в 1803 році, але померлих ховали на ньому ще років тридцять.
На поч. XIX століття секретар міської думи Сердюков побудував на вулиці власний будинок. Тому вулиця отримала назву Сердюківського провулка.
В кінці 1840-х років за розпорядженням генерал-губернатора Кокошкіна останні надгробні пам'ятники знесли. На місці колишнього кладовища влаштували Мироносицький майдан, на якому по святах відбувалися народні гуляння. Сам Сердюківський провулок забудовувався дуже повільно — в 1881 році на ньому стояло лише три будинки, вуличне освітлення, водопровід і мощення дороги були відсутні.
Активна забудова вулиці розпочалась уже в XX столітті. В 1925 році було відкрито Будинок працівників освіти (нині Будинок учителя). В 1929 році — Клуб працівників зв'язку. В різні часи тут розміщувались Будинок офіцерів, Клуб поштовиків, БК зв'язку. В 1954 році з цієї будівлі транслювали першу на Україні передачу Харківського аматорського телецентру.
У 1930-ті роки на місці Мироносицького майдану і розташованої на ньому Мироносицької церкви було побудоване тролейбусне депо. В 1946 році депо розформували, а на його місці розбили сквер, який носить назву «Перемога».
З 1936 році провулок носив другу назву — Народної освіти, але місцеві жителі не використовували її. Під час німецької окупації Харкова нацистська влада зафіксувала в документах міської управи назву «Сердюківський провулок». Після звільнення Харкова на деякий час провулку повернули назву «Народної освіти», а в 1962 році провулок став вулицею, названою на честь М. О. Скрипника, радянського громадського й політичного діяча.

## Будинки
- Буд. № 4 — Пам'ятка архітектури Харкова, житловий будинок поч. XX століття, архітектор невідомий.
- Буд. № 6 — У цьому будинку жив український поет Роберт Третьяков, на честь якого на фасаді встановлено меморіальну дошку.
- Буд. № 7 — Центр культури Київського району.[1] Колишній Будинок Культури працівників зв'язку, побудований у 1927—1930 роках за проектом арх. О. Г. Молокіна.
- Буд. № 9 — На мапі Харкова номер будинку — 9, на табличці зазначений номер 7. Пам. арх., особняк 1897 рік, арх. О. М. Бекетов.
- Буд. № 14 — «Будинок учителя» Харківської обласної ради.[2]

## Зображення

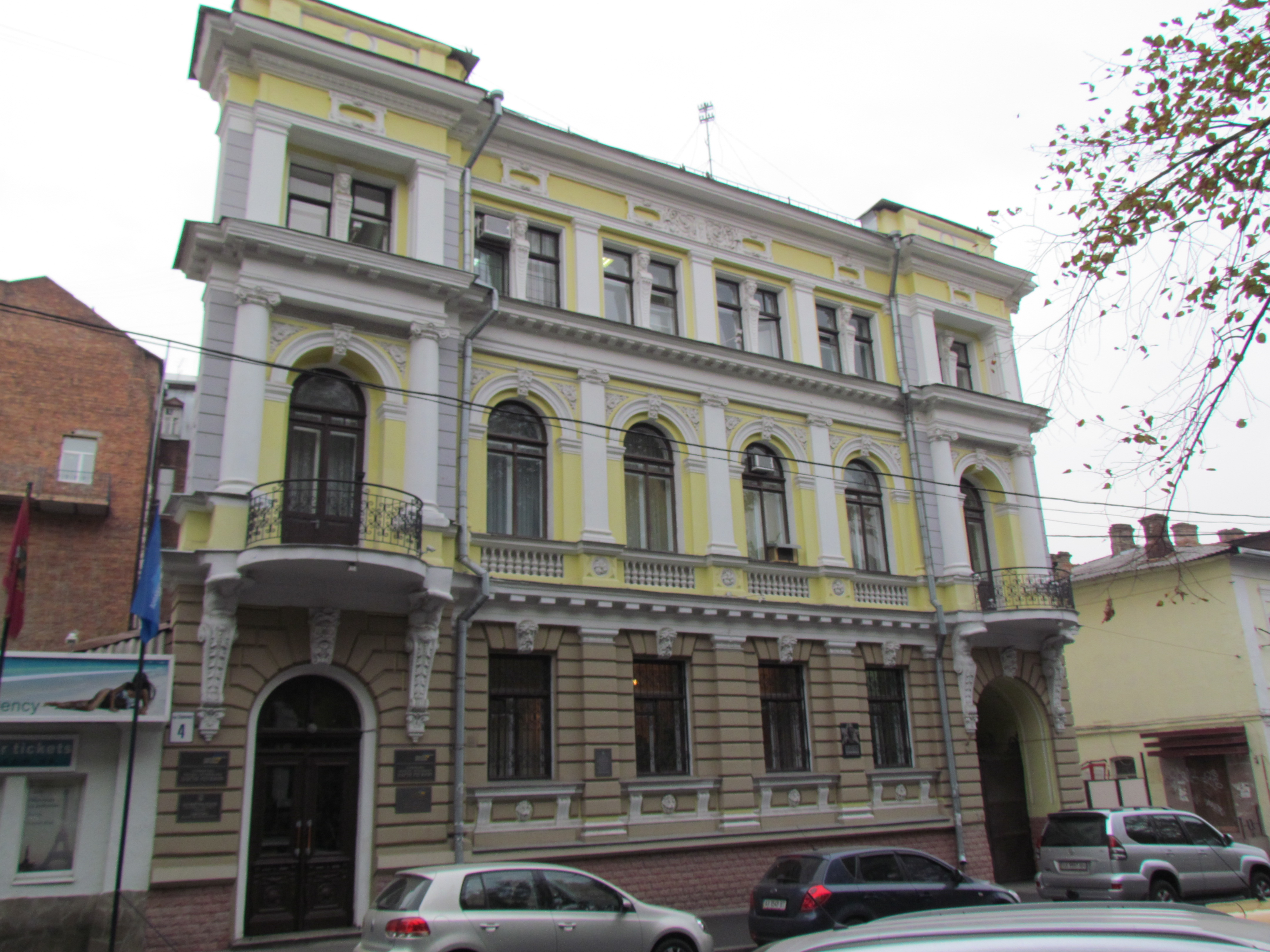
Будинок № 4
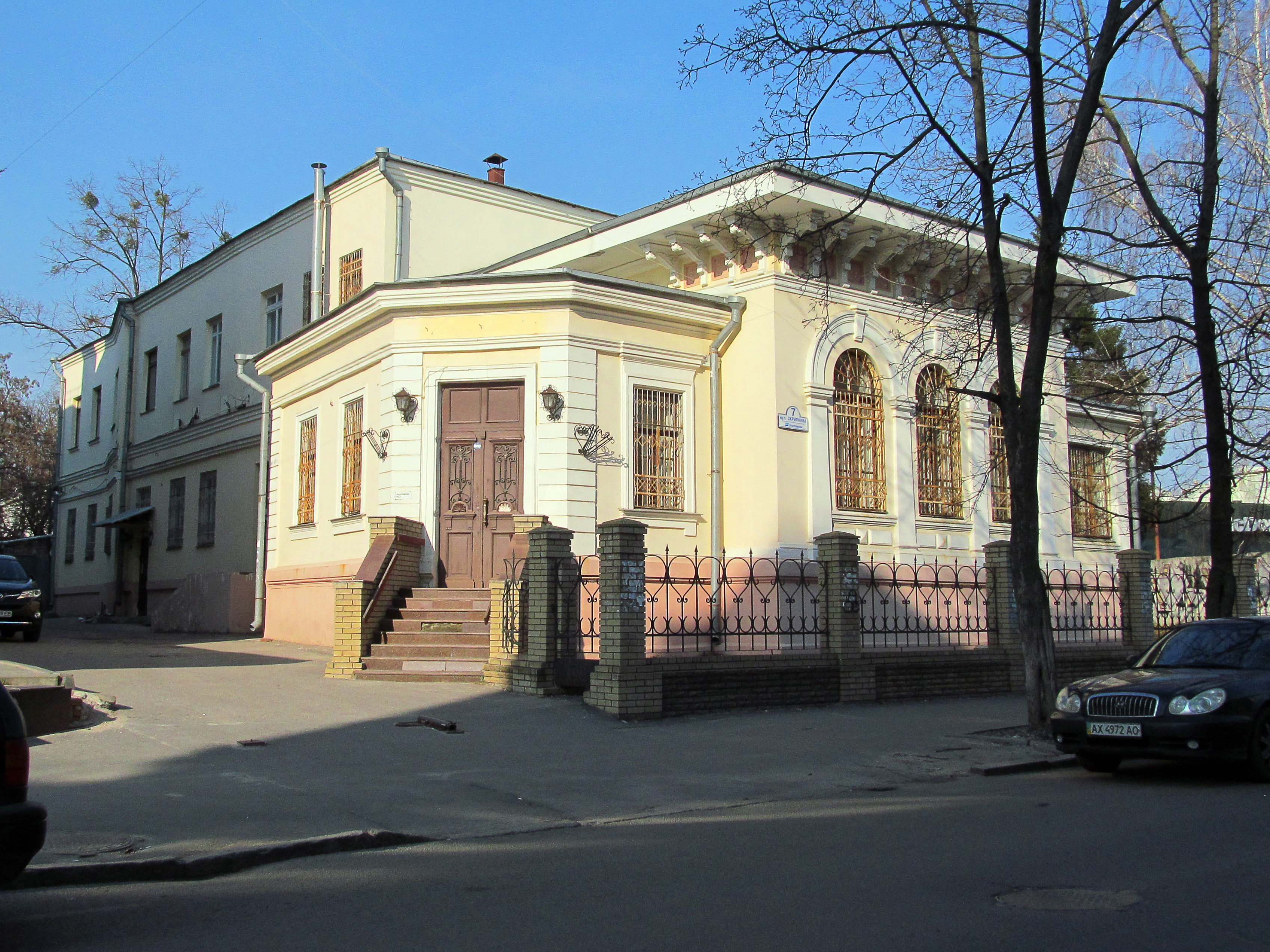
Будинок № 7 (9)
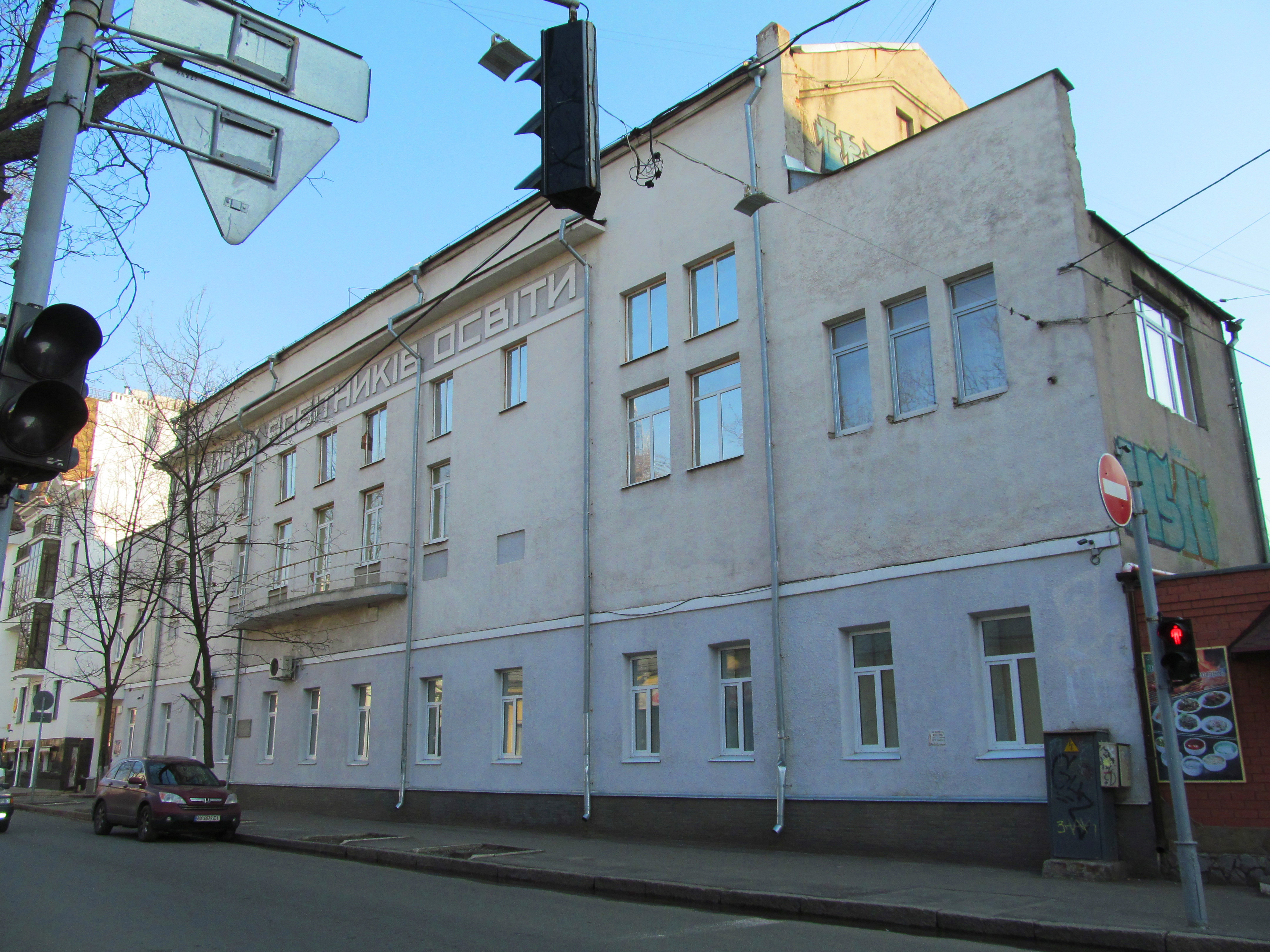
Будинок № 14 (Будинок учителя)